# Pieter Verbeeck
Pieter Cornelisz Verbeeck, även Verbeecq, född omkring 1610-15 i Haarlem, död där 1652-54, var en nederländsk konstnär. Han var son till marinmålaren Cornelis Verbeeck.
Verbeeck blev mästare vid gillet i Alkmaar 1635. Han är påvisbar där fortfarande 1638, i Utrecht 1642 och i Haarlem 1643.